# Torbjörn Lundqvist
Henry Torbjörn Lundqvist, född 28 december 1958 i Gustafs församling, idag i Säters kommun, Dalarnas län,  är en svensk ekonomisk historiker. Han är filosofie doktor (1995) och docent i ekonomisk historia i Uppsala, var forskare vid universitetet och därefter vid Institutet för framtidsstudier (2000-2012), Stockholm. Han var 2009-2012 även knuten till Centre for Sustainable Communications, KTH. Han var tidigare verksam vid forskningsinstitutet Ratio och forskade om lönebildning i näringslivet. 
Lundqvist har beskrivit kartellväsendets framväxt och konkurrenspolitiken. Andra områden som Lundqvist forskat inom är alkoholpolitik, arbetsgivarpolitik, arbetskraftsinvandring, det hållbara samhället, statlig omvärldsanalys, IT:s betydelse i framtidens samhälle, samt framtidens arbetsliv. Lundqvist ingår även i Vin- och sprithistoriska museets stipendiekommitté för forskning om alkoholkultur.